# Казанская улица (Киров)
Каза́нская у́лица — одна из исторических улиц города Вятка. Появилась в 1784 году, с вместе с регулярным планом города Вятки. На ней находится одна из главных достопримечательностей города — Спасский собор, и старейшее здание — Питейная изба.
Протянулась на 3.2 километра, от улицы Заводской, бывшего Луковицкого оврага, до переулка Блюхера. Огибает Раздерихинский овраг, проходит вдоль Александровского сада и пересекает овраг Засора.
Прерывается вятской филармонией, находящейся на месте бывшего Александро-Невского собора и Семёновской площади.

## История названия
Первоначально называлась Хлыновицкой, так как вела до реки Хлыновки и слободы, названной в честь неё. В 1812 году, после создания нового регулярного плана города Вятка, получает название Казанской.
Своим названием Казанская улица напоминает об истории взаимоотношений Вятки с Казанью, которая знает как период набегов и военных сражений, так и период плодотворного сотрудничества. До создания самостоятельной Вятской епархии вятские православные приходы с 1555 по 1657 год входили в состав Казанской епархии. До появления самостоятельной Вятской губернии в состав Казанской губернии с 1710 года входили сначала южные районы, а с 1727 по 1780 год и вся Вятская земля.
В 1918 году президиум Вятского горсовета переименовал Казанскую улицу и дал ей имя большевика Льва Троцкого. Однако через 10 лет, в 1928 году, улица была вновь переименована, на этот раз в честь партии Большевиков.
В 2004 году прихожане Спасского собора обратились в городской совет по топонимии с просьбой вернуть Казанской улице её родное имя. Совет поддержал их предложение. Однако, историческое название Казанской улице было возвращено лишь в 2012 году.

## История

### Российская империя

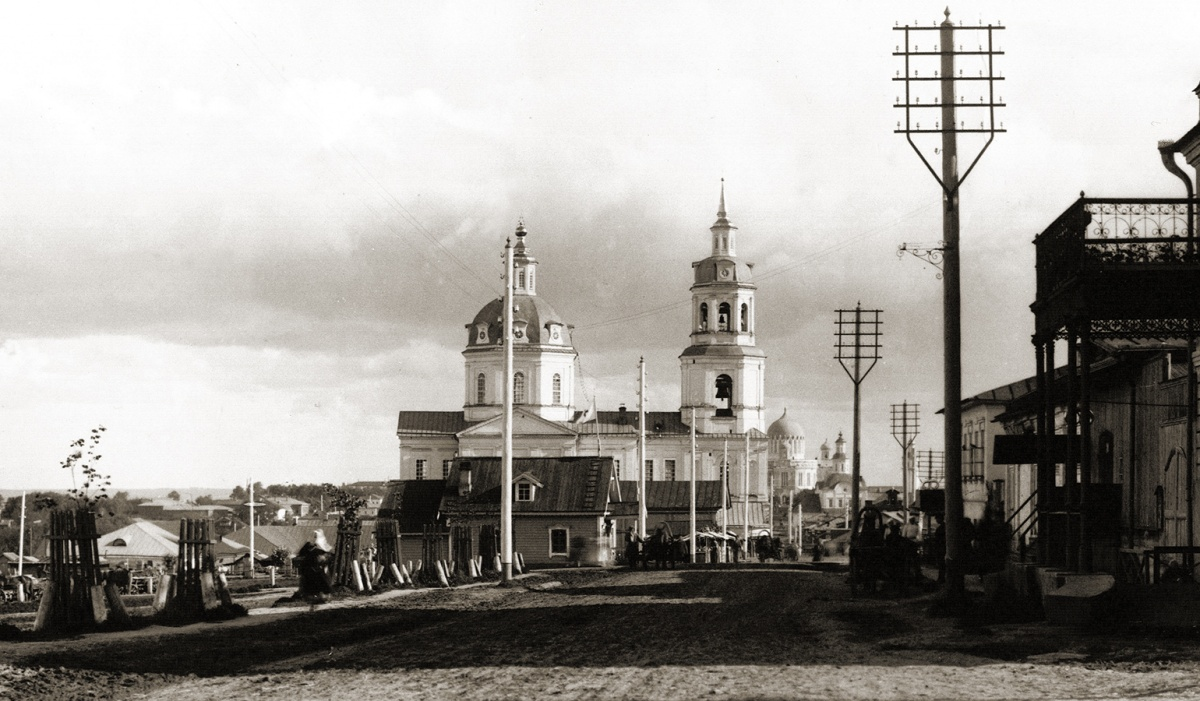
Вид на улицу Казанскую в начале XX века.

Начиналась от улицы Острожной и продолжалась до Орловской. В 1812 году улица получила название Казанской и была продолжена до современных границ — от Луковицкого оврага до реки Хлыновки.
В дореволюционной Вятке Казанская улица была центральной и образовывала вместе с пересекающей её Московской улицей «вятский крест», указывающий на два главных направления — на Москву и Казань, между которыми расположена Вятская земля.
Центральное положение Казанской улицы было подчёркнуто также и тем, что по ней проходила западная граница главной городской площади, образованной с востока Преображенским Новодевичьим монастырём, с севера — Александровским садом, с юга — Спасским собором.

На пересечении Казанской и Спасской улиц издавна располагался торговый центр города с Гостиным двором и многочисленными лавками вятских купцов А. Машковцева, П. Аршаулова, И. Репина, И. Ермолина, первым «вятским универмагом» П. Клобукова. Далее, за мостом через Засорный овраг, по Казанской улице вновь располагались дома купцов, а на её пересечении с улицей Стефановской (современная Молодой Гвардии) — дивная Стефановская церковь, давшая название этой улице.

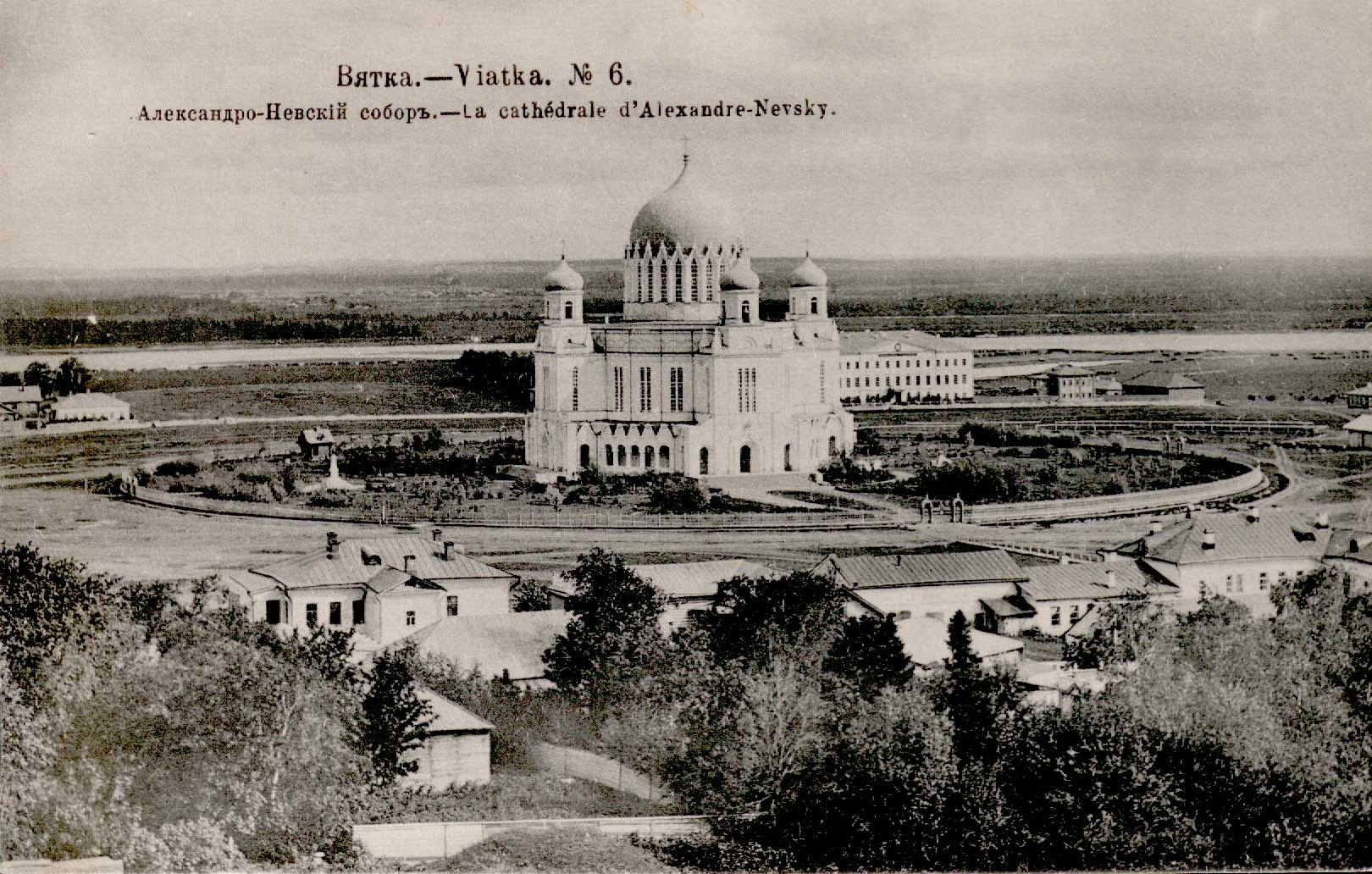
Александро-Невский собор, располагавшийся на пересечении улиц Казанской и Семёновской.

В середине XIX века перспектива Казанской улицы была увенчана величественным Александро-Невским собором, построенным в 1839—1864 гг. по проекту знаменитого архитектора Александра Витберга. Площадь вокруг собора, ранее называвшаяся Хлебной, также получила название Александровской. В северной части сквера, разбитого вокруг собора, в 1896 году был установлен бронзовый бюст императора Александра III, обращённый лицом к Казанской улице. Последнее обстоятельство подчёркивает, что для жителей старой Вятки северный фасад собора, обращённый к Казанской улице, был важнее, чем западный фасад, обращённый к Семёновской улице (современная Воровского).

### Советский период
В 1937 году «по настоятельному требованию» президиума Кировского горсовета Александро-Невский собор был взорван. Долгое время это место пустовало. Наконец, осенью 1962 году здесь было построено здание Музыкального театра (областной филармонии).

## Памятники архитектуры и истории

### Утраченные

#### Александро-Невский собор

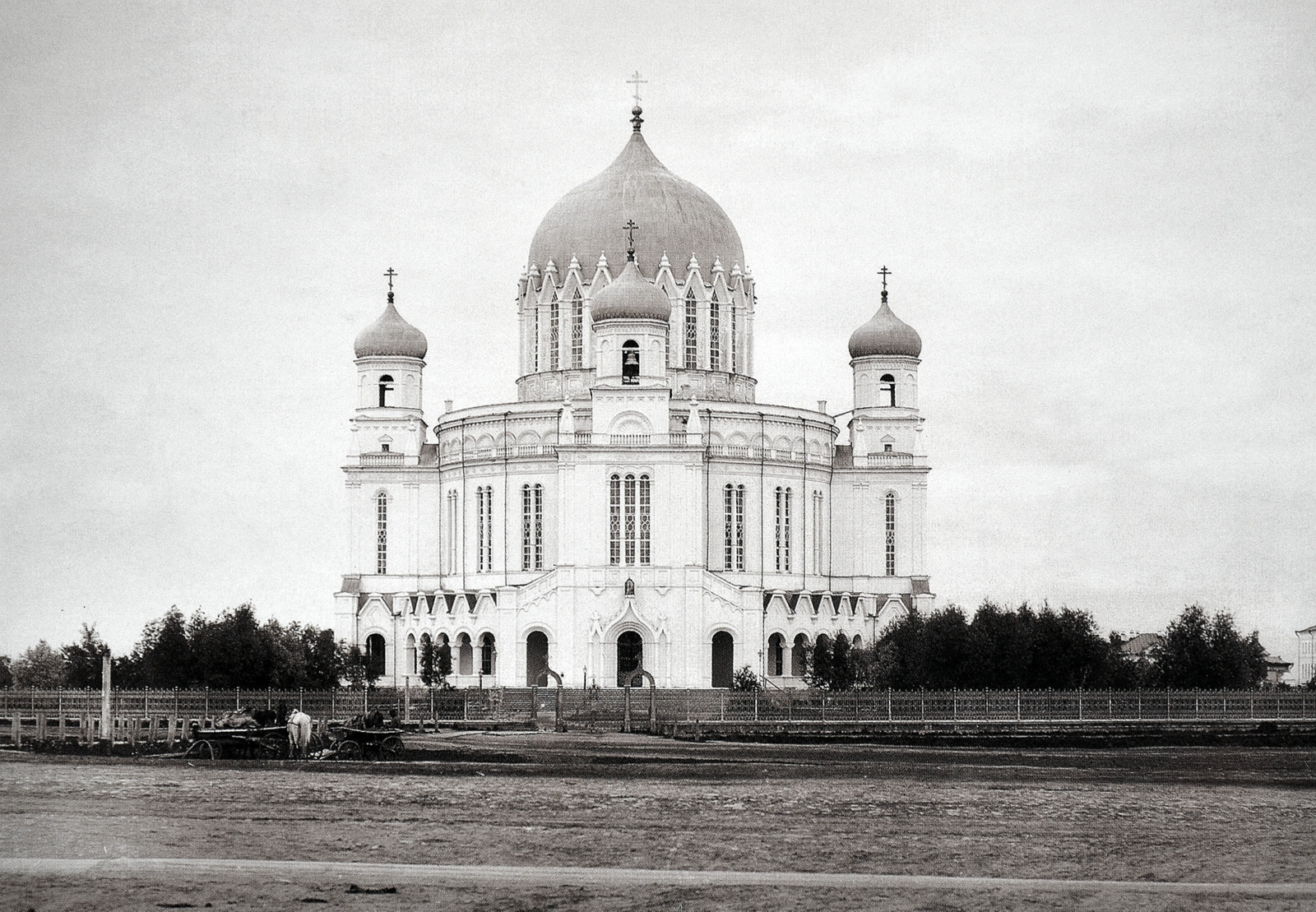
Александро-Невский собор в Вятке.

Построен в честь визита Александра I в Вятку в октябре 1824 года по проекту Александра Витберга на перекрёстке улиц Казанской и Семёновской. Заложен 30 августа 1839 года, строился в течение почти 40 лет. Освящён 8 октября 1864 года, спустя ровно 40 лет после визита императора. Располагался посреди огромной Семёновской площади, занимавшей 4 городских квартала.
Архитектура — смесь византийской, готической и древнерусской. Со временем на главном куполе, выкрашенном лазуревой краской, разместили золоченые звезды, как и планировал Витберг. По его же мысли четыре боковых купола следовало позолотить, но на это так и не нашлось средств.
Храм стал визитной карточкой города и всегда притягивал внимание фотографов — сохранилось немало его снимков. Выглядел он на фоне малоэтажной вятской застройки огромным. Однако внутри вмещал всего лишь около двух-трёх сотен прихожан.

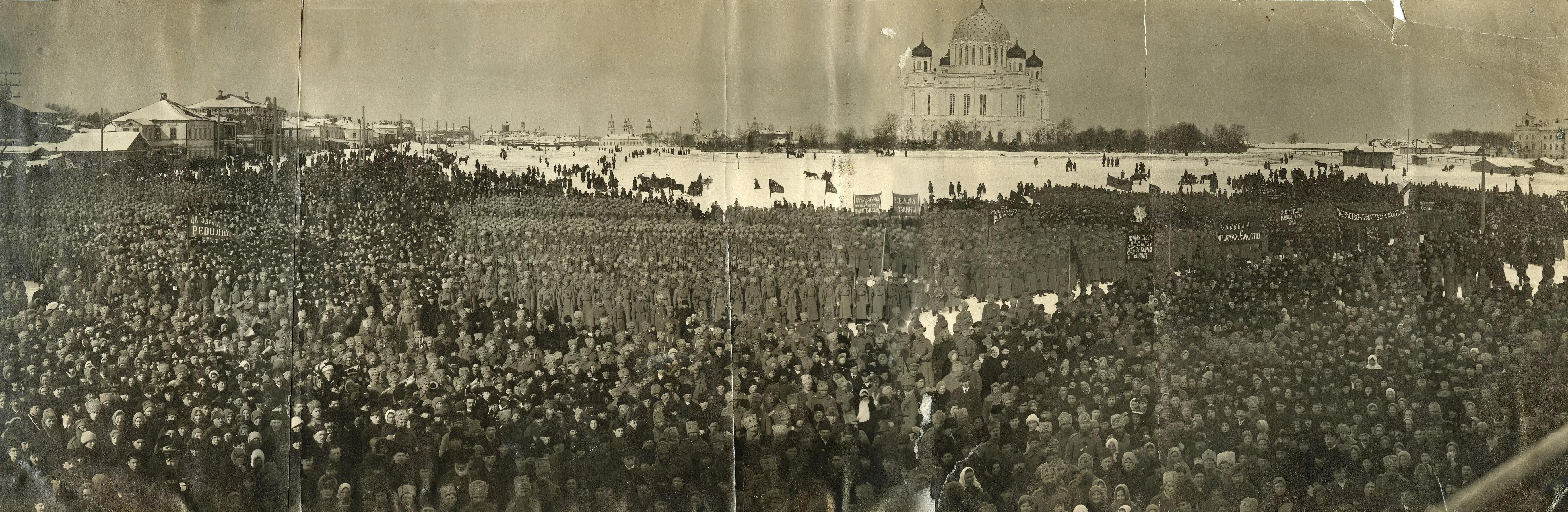
Праздник Февральской революции на Семёновской площади в Вятке. На фоне — Александро-Невский собор.

В 1895 году вокруг собора был устроен сквер, обнесенный оградой с чугунной решеткой. Четверо ворот по сторонам света были названы в честь четырёх российских императоров — Николая I, Александра II, Александра III и Николая II. На решетках ворот помещались гербы вятских городов, над ними — герб Вятки, инициалы императора и корона.
В 1896 году в северной части сквера был установлен памятник императору Александру III — бюст из темной бронзы на высоком мраморном постаменте. План сквера составил известный садовод Регель. Рисунок ворот и пьедестала памятника выполнил губернский архитектор Чарушин. Бюст императора был отлит по модели художника Баха. В 1905 году в соборе было устроено электрическое освещение.

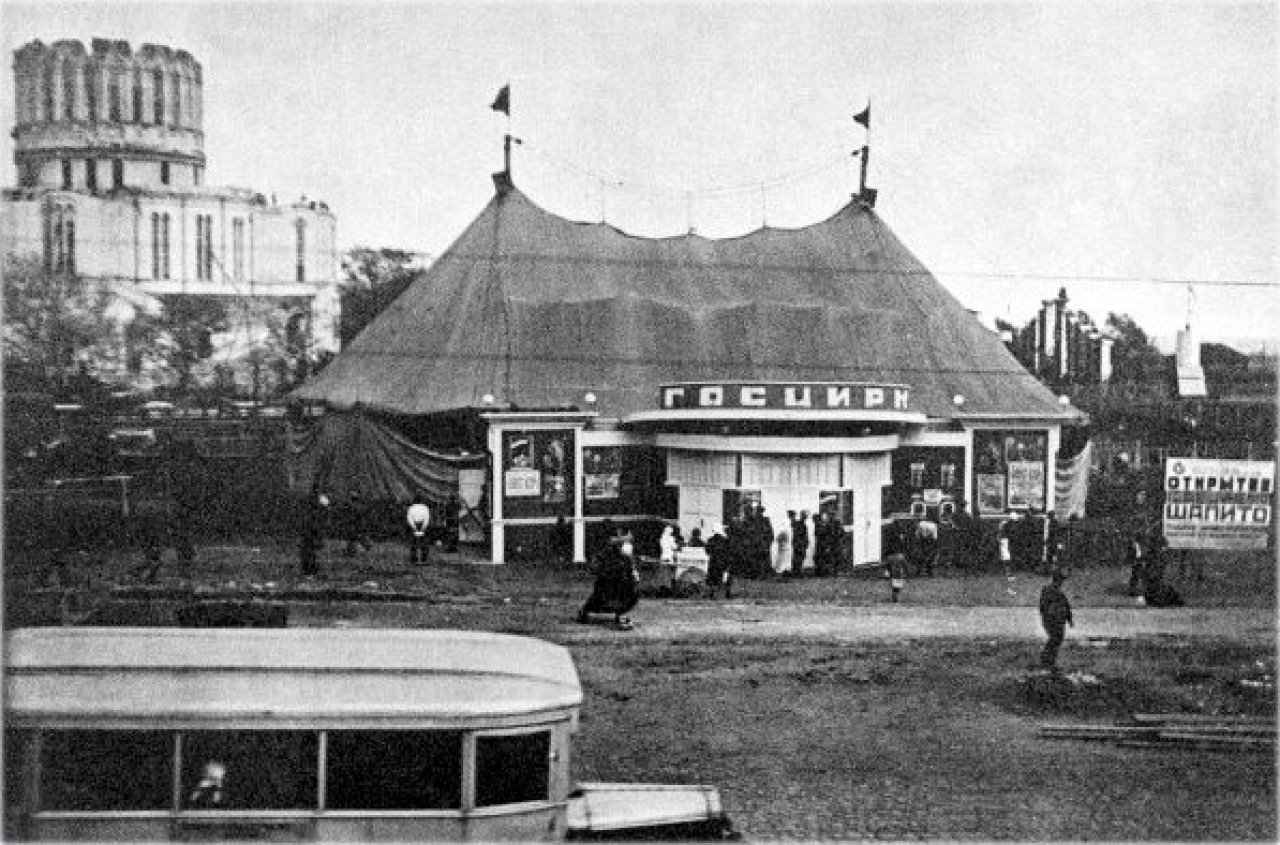
Цирк «Шапито» и Александро-Невский собор с разобранным куполом.

После большевистского переворота начались разговоры сначала о перестройке собора под театр, а позже — под дворец физкультуры. Однако эти идеи были отклонены. 19 февраля 1935 года Горсовет направил в комитет по охране памятников при Президиуме ВЦИК докладную записку, в которой предлагалось исключить из списка памятников, охраняемых государством, шесть городских храмов и снести их, в их числе — Александровский собор. Комитет отклонил просьбу. Следующее ходатайство о сносе собора последовало в 1936 году, уже от Кировского облисполкома — и опять отказ.
Тогда во ВЦИК была направлена жалоба на комитет, в которой ложно утверждалось, что собор не представляет никакой архитектурной ценности и мешает возведению памятника С. М. Кирову, запланированному на его месте. Письмо подписали председатель Облисполкома П. К. Легконравов и его секретарь Пижин. ВЦИК сдался. В июне 1937 года собор взорвали. Тридцать лет площадь собора пустовала, и только в 1963—1964 гг. на его месте построили типовое здание областной филармонии.

#### Донская церковь

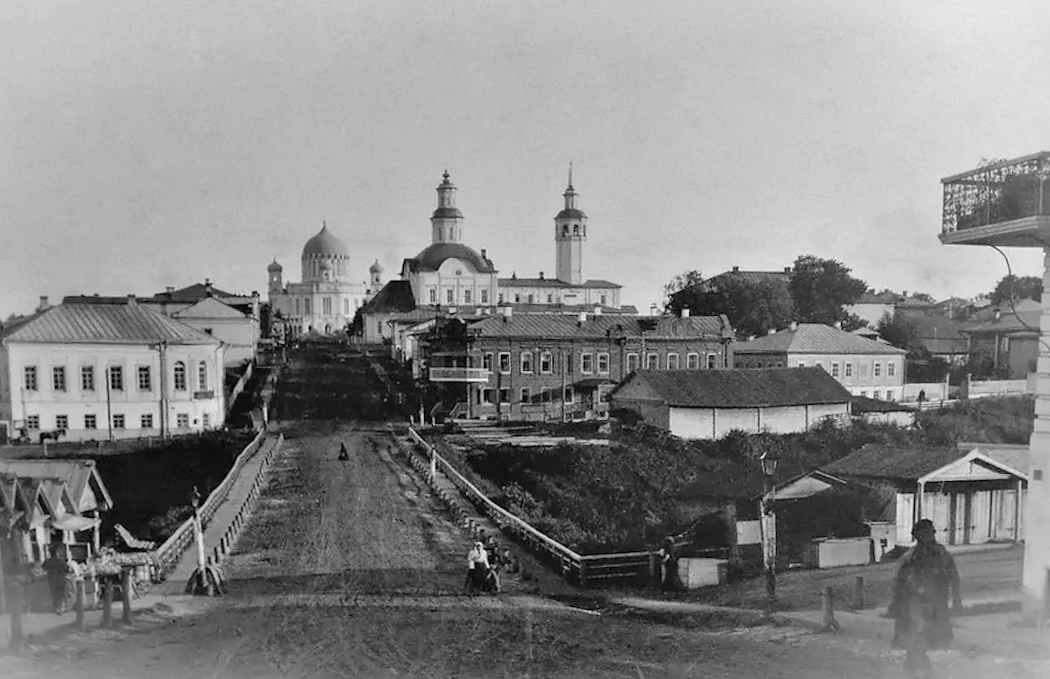
Юг Казанской улицы в Вятке.

Строительство Донской церкви началось в 1746 году и было полностью завершено 5 октября 1763 года, с освящением главного алтаря в честь Донской иконы. Однако в народе она называлась Стефановской, в честь стоявшей на её месте деревянного храма. Дала название одноимённой Стефановской улице, пересекавшей Казанскую южнее оврага Засора. Располагалась на перекрёстке двух этих улиц.
Внешний декор стен Стефановской церкви был весьма скупым, в стиле своего времени. Безудержный декоративизм первых вятских памятников сменяется качественно новой более простой и строгой архитектурой. Снаружи стены церкви красили всегда в белый цвет. Крыши и ограда храма сперва были деревянными. Со временем крыши были перекрыты железом, а ограда выстроена в камне с железными коваными решетками. Железные крыши были выкрашены в зелёный цвет, а главки и кресты позолочены.
В 1845—1856 годах храм был удлинен на запад: к теплой церкви присоединили паперть, капитальная стена между ними была заменена двумя столпами; при этом пристроили новую паперть, а в ней сделали новую лестницу наверх. Удлинили и верхний придел. После сооружения Сергиевского придела и расширения Стефановская церковь и обрела свой неповторимый облик, легко узнаваемый на старых фотографиях: длинная и невысокая, с выступающей колокольней. С того времени до сноса внешний вид храма оставался без изменений.

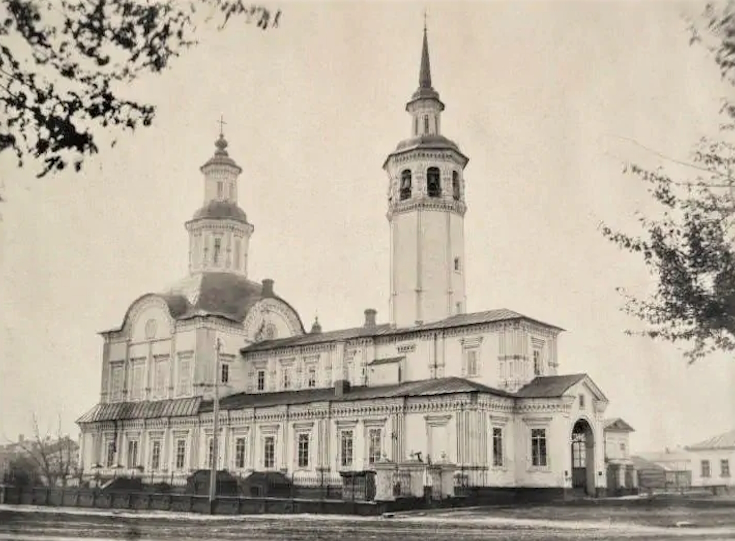
Стефановская церковь.

Пожаров и разрушений в храме за всю его историю не было. Из всех происшествий в летописи храма была отмечена лишь сильная гроза 21 июля 1837 года, во время которой градом в окнах было выбито 380 стекол. Из колоколов самый большой был в 100 пудов (1638 кг.), купленный в 1806 году. Из старых колоколов (времени постройки храма) выделялся праздничный в 48 пудов 4 фунта (788 кг.), литья слободских мастеров Бакулевых. Другие старые колокола вылиты также на Слободском заводе Бакулевых и на Невьянских заводах Акинфия Демидова. В 1910-е гг. на колокольне был устроен особый механизм трезвона и электрическое праздничное освещение главы и шпиля с множеством лампочек.
В 1930 году церковь была закрыта для богослужений и приспособлена под столярную мастерскую ОКРОНО (Окружного отдела Народного образования). В 1935—1936 годах церковь была разобрана. На её месте в наши дни — здание УМВД по Кировской области.

#### Соборная площадь

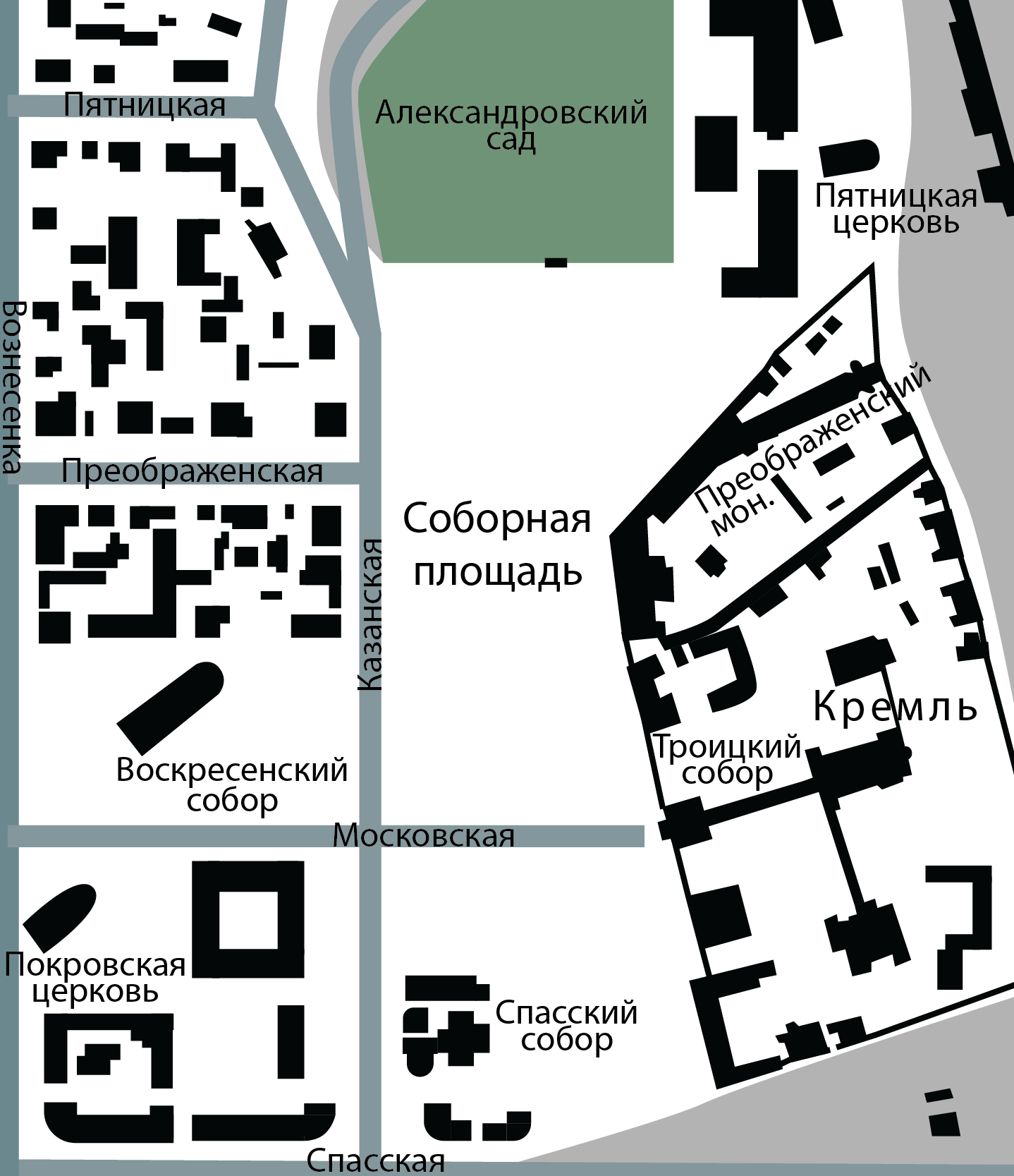

Центральная площадь дореволюционной Вятки. Также называлась Кафедральной. Ограничивалась улицей Казанской на западе, Александровским садом на севере, Преображенским монастырём и Свято-Троицким собором на востоке, а с юга — изначально Спасским собором и оврагом Засора, а позже продолжением улицы Московской.
Соборная площадь граничила со многими известными городскими сооружениями, также с неё можно было увидеть Александро-Невский собор и Донскую церковь.
Ранее на её территории располагался ров, являвшийся ответвлением оврага Засора и служивший западной границей старого деревянного Хлыновского кремля. Вершина этого рва соединялась с рекой Вяткой там, где сейчас находится Преображенский монастырь. Территория укреплений называется также Балясковым полем. Именно на нём, по легенде, была основана Вятка в 1181 году, что подтверждается данными археологии. В 19 веке ров полностью засыпают.
Границы будущей площади оформились с утверждением регулярного плана Вятки в 1784 году, однако сама она появляется лишь после засыпания рва.
После революции площадь переименовали в площадь Большевиков, она всё так же была центральной площадью города и служила местом проведения митингов и торжественных мероприятий. 6 ноября 1923 на ней состоялось торжественное открытие памятника Степану Халтурину, одним из авторов которого являлся Иван Чарушин.
В 1925 году на части Кафедральной площади открывается первый футбольный стадион, в несколько раз меньше современного. В 1932 году его значительно расширяют, до современных размеров.
В 1930-е годы снесены Троицкий кафедральный и Богоявленский соборы, ограда кремля с двумя башенками — беседками. На их месте в 1935 г. построены дома крайисполкома.
В 1952 году началась реконструкция стадиона, и к 1964 он приобрёл современный вид.

### Существующие

#### Дом Чарушиных (Дом 81а)

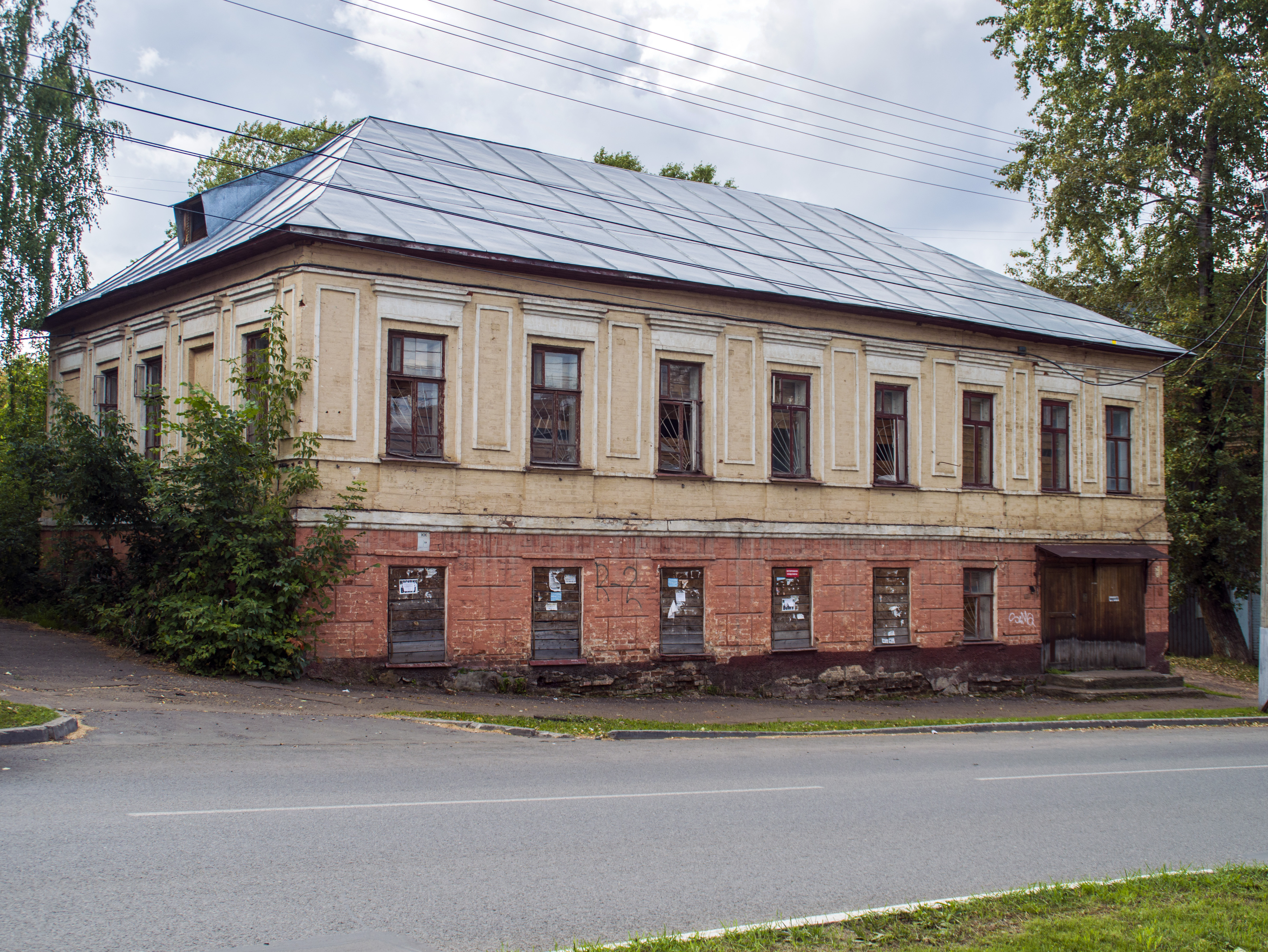
Дом, где жил первый вятский профессиональный художник Д. Я. Чарушин.

Построен братьями Павлом и Александром Чарушиными около 1848 года. В XIX веке, в 1855—1864 и 1875—1900 годах, здесь жил вятский художник Дмитрий Чарушин. Целью его жизни являлось получить звание академика, чего ему так и не удалось. 25 лет он писал автопортрет в надежде получить признание Академии художеств, но так и не успел закончить его до своей смерти в возрасте 87 лет, в 1900 году. Всё это время он существовал на средства, которые получал со сдачи квартир в доме — весь верхний этаж и половина нижнего.
Этот дом — памятник истории культуры, связанный со значительным периодом жизни и творчества художника, чьи портретные произведения характеризуют определённый этап в истории русского провинциального искусства XIX века. Из творческого наследия Д. Я. Чарушина шесть живописных работ и ряд академических рисунков хранятся в областном художественном музее имени В. М. и А. М. Васнецовых.
В советский период в здании дома Чарушиных долгое время располагался военкомат Первомайского района города Кирова. Однако, в последние годы дом является нежилым и не используется.

#### Дом Афанасия Важенина (Дом 76)

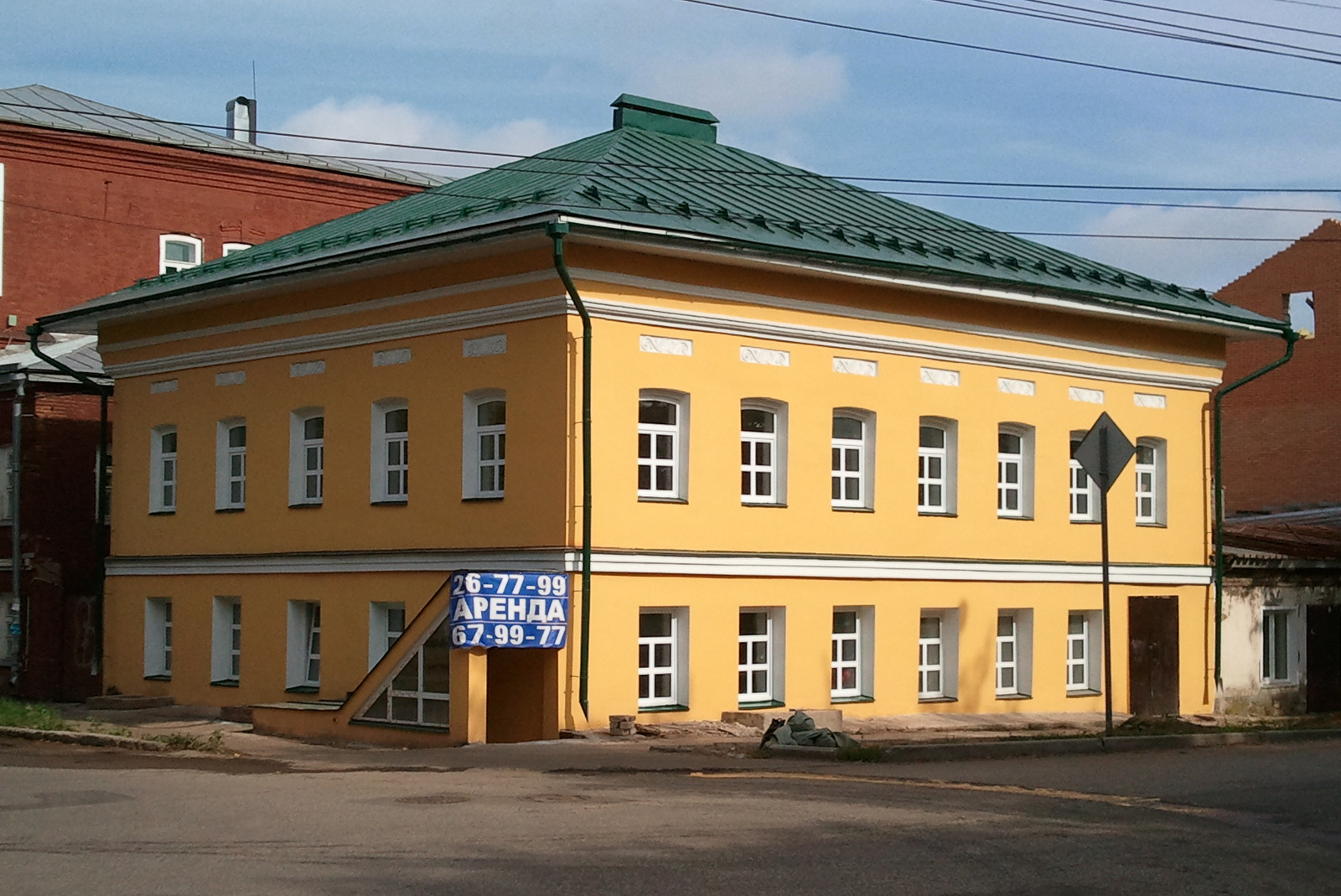
Дом Важенина, вид с угла

Точная дата постройки углового дома на перекрестке Орловской и Казанской улиц не известна. Архитектор А. Г. Тинский в своих записках указывал период до 1835 года, в краеведческих справочниках обычно писали «1-я треть XIX в.».
В 1835 году здание вместе с флигелем в «Книге обывательских домов для взимания 1 % сбора» оценивалось городской управой в 4500 рублей. 28 августа 1859 года дом был куплен 48-летним купцом 3 гильдии Афанасием Прокопьевичем Важениным. Последний в 1862 году получил разрешение на пристройку каменной лавки к существовавшему 2-этажному дому с подвалом по Казанской улице и каменного крыльца с восточного фасада.
В 1864 году в доме помещалось приходское училище, в 1865 году — располагается трактир отставного рядового Аркадия Иванова. Питейное заведение со временем меняет владельцев: в 1872 году трактир в доме Важенина содержит купец Илья Веретенников, в 1879 году — крестьянин Яков Бровцын. В этот период времени сам владелец дома Афанасий Важенин лишается купеческого титула и, оставаясь уже мещанином, передает дом в собственность наследникам — вдове Ольге Важениной и её сыновьям Василию, Алексею, Георгию, Александре и Александру.
В 1892 году Ярославско-Костромской банк продает дом с торгов Якову Бровцыну. В начале XX в. недвижимость последнего на углу Орловской/Казанской оценивалась в 3148 рублей. Последним дореволюционным владельцем дома был крестьянин Павел Михайлович Косолапов, который приобрел его в 1910 г. В 1918 году двухэтажный каменный дом с магазином на углу Коммунистической и Троцкого был муниципализирован и передан жильцам как коммунальное владение № 136.
Ключевой момент новейшей истории дома Кроткова случился в 2012 г. Здание с земельным участком было продано на аукционе 11 сентября 2012 года почти по стартовой цене 5 132 000 рублей предпринимателю Д. В. Резунику. Реконструкция дома Кроткова началась летом 2013 г., после того как снесли крышу здания у многих горожан появились опасения в скорой утрате объекта.
Однако самые худшие прогнозы и ожидания не сбылись. В результате реставрационных работ у двухэтажного дома обновили фасад, полностью заменили окна и крышу, но облик здания остался прежним.

#### Дом Фирстова (Дом 72)
Место под усадьбу и постройку на ней двухэтажного каменного дома было отведено купцу Кириллу Фирстову в 1817 году. Сразу начавшееся строительство дома по «примерному фасаду № 86» в 1818 году было уже закончено.
Планировка здания унаследовала архаичный тип крестьянской избы-крестовика: две внутренних капитальных взаимно-перпендикулярных стены делят внутренний объём каждого этажа на четыре крупных помещения. Сени и междуэтажная лестница первоначально размещались в деревянном пристрое.
Фасады здания несколько отличаются от принятого образца. Например, первый этаж имеет полную высоту, тогда как в образцовом варианте он представлен как цокольный. Кроме того, в местной интерпретации «примерного фасада» появились дополнительные декоративные элементы: окна первого этажа получили по массивному замковому камню, окна второго этажа сверху и снизу по ширине проёма оформлены узкими прямоугольными нишами. Из семи окон уличного фасада три центральных декорированы иначе — они заключены в неглубокие арочные ниши, а подоконные полосы филёнок выступают из плоскости ниш.
В период 1835—1838 годов имение Фирстова от его наследников переходит во владение купцов Рязанцевых, а в 1877 году — крестьянину Семёну Яковлевичу Вшивцеву. В 1901 году сын Вшивцева крестьянин Алексей Семёнов Вшивцев получает в городской думе разрешение на открытие в доме отца постоялого двора. В 1914 году дом объединяется с расположенным по соседству с ним двухэтажным каменным флигелем путём устройства вставки между зданиями. Вставка включила в себя сени с лестницею и арочный проезд с улицы во двор.
В 1918 году имение муниципализируется. В доме разместились коммунальные квартиры. Позднее здание перешло в ведение «Дома крестьянина», постепенно реформировавшегося в современную гостиницу. Сегодня здесь расположены номера для приезжающих в город гостей и служебные помещения мотеля «Колос».

#### Доходный дом Сычугова Д. В. (Дом 74)

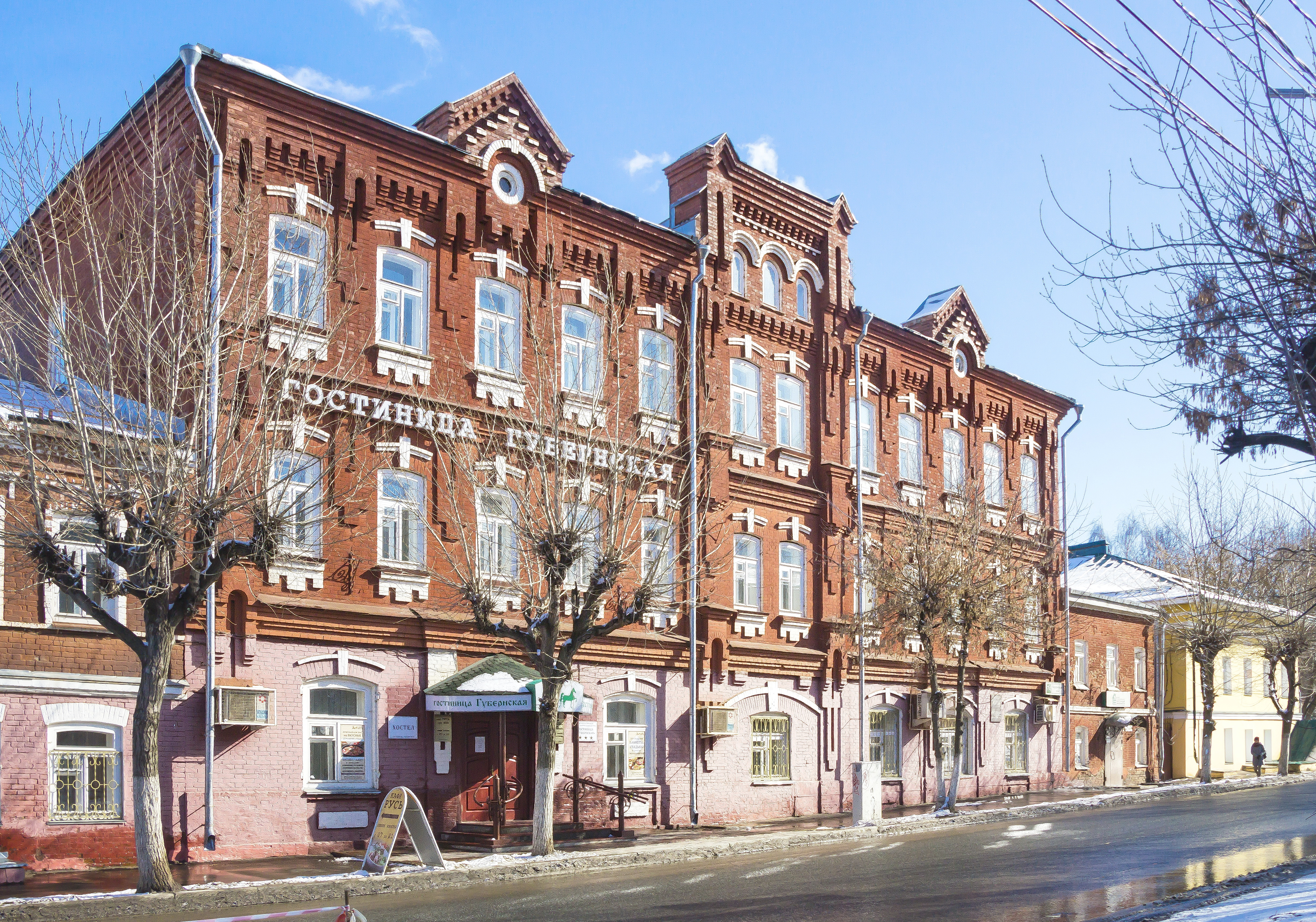
Доходный дом (Гостиница Губернская)

Трёхэтажный каменный дом построен вятским мещанином Василием Дмитриевичем Сычуговым по проекту, выполненному в чертёжном бюро при Вятской городской управе. Руководил чертёжным бюро Эмиль-Феофил Карлович Нюквист, городской техник-архитектор, спроектировавший ряд известных в Вятке зданий.
Дом был поставлен по западной границе усадьбы во всю её ширину. Территория двора простиралась за домом, в глубину квартала. Основной прямоугольный объём здания дополнен со стороны двора двумя пристроями лестничных клеток.
Первый этаж основного объёма постройки был разделён глухими капитальными поперечными стенами на три части: центральную узкую — сквозной арочный проезд с улицы во двор, и две другие, квадратные в плане — торговые помещения (лавки). В обе лавки со стороны улицы вели широкие двухполотенные двери. Под помещениями лавок располагались подвалы.
Вход на верхние этажи дома предусматривался со стороны двора — через лестничные клетки. Верхние этажи имеют схожую планировку: лестницы выходят в холлы, устроенные по торцам здания, холлы соединены между собой центральным коридором, по сторонам которого расположены отдельные комнаты.
Общее декоративное оформление фасадов постройки выполнено в кирпичном стиле. Уличный фасад — парадный. Он имеет трёхчастное деление, соответствующее планировке здания: центральная часть на два окна с арочным проездом в уровне первого этажа решена как ризалит и дополнительно акцентирована крупным фигурным аттиком с тройным окном; аттики поменьше размещены над боковыми частями фасада. Обширная плоскость фасадной стены покрыта множеством кирпичных деталей геометрического рисунка, но это множество складывается из рядов ритмично повторяющихся типовых наборов декоративных элементов. Пластика фасада в целом возрастает кверху, от этажа к этажу, и достигает максимума в уровне венчающего карниза со «всплесками» аттиков. Оформление дворовых фасадов повторяет только отдельные элементы уличного декора.
По периметру усадьбы Сычугов построил два двухэтажных каменных корпуса амбаров (амбар по восточной границе участка сохранился практически в первоначальном виде) и одноэтажный корпус служб. Продолжили каменный периметр границ стены надворных построек соседних усадьб, а замыкала его глухая кирпичная ограда (утрачена). На территорию замкнутого двора был предусмотрен единственный доступ — через арку доходного дома.
До революции 1917 года верхние этажи дома арендовала Вятская контрольная палата, лавки в нижнем этаже также сдавались внаём отдельным владельцам. В доме функционировало водяное отопление (котельная существовала в южном подвале здания) и водопровод. В 1916 году имение за долги хозяина продаётся с публичных торгов крестьянину Спиридону Дмитриевичу Мамаеву, а после революции, в 1918 году, муниципализируется и поступает в распоряжение губернского отдела народного образования.
6 ноября 1923 года состоялось официальное открытие губернского «Дома крестьянина», устроенного в здании бывшего доходного дома. «Дом крестьянина» создавался как конкурент частным постоялым дворам и предусматривал кроме обычного для постоялого двора набора услуг дополнительные мероприятия: третий этаж дома был отведён для «культурных целей» — здесь разместились справочное бюро, музей, библиотека-читальня и зрительный зал. Общежитие для крестьян занимало второй этаж, а впервом разместились амбулатория и чайная-столовая. На территории двора была построена деревянная конюшня. «Дом крестьянина» как культурно-просветительское учреждение сыграл большую роль в политическом и культурном развитии и воспитании приезжавших в город крестьян, в пропаганде научных сельскохозяйственных знаний, в укреплении смычки города и деревни. Здесь работали кружки, читали лекции, показывали кино, устраивали концерты. Плакаты, портреты вождей революции, знамена — обязательные атрибуты в интерьере Дома в тот революционный период его существования.
Позднее «Дом крестьянина» был переименован в «Дом колхозника», а в 1979 году — в гостиницу «Колос», имеющую в наши дни статус мотеля. Сегодня гостиница "Губернская "является старейшей из действующих гостиниц города.

#### Дом купца Клабукова (Дом 62)

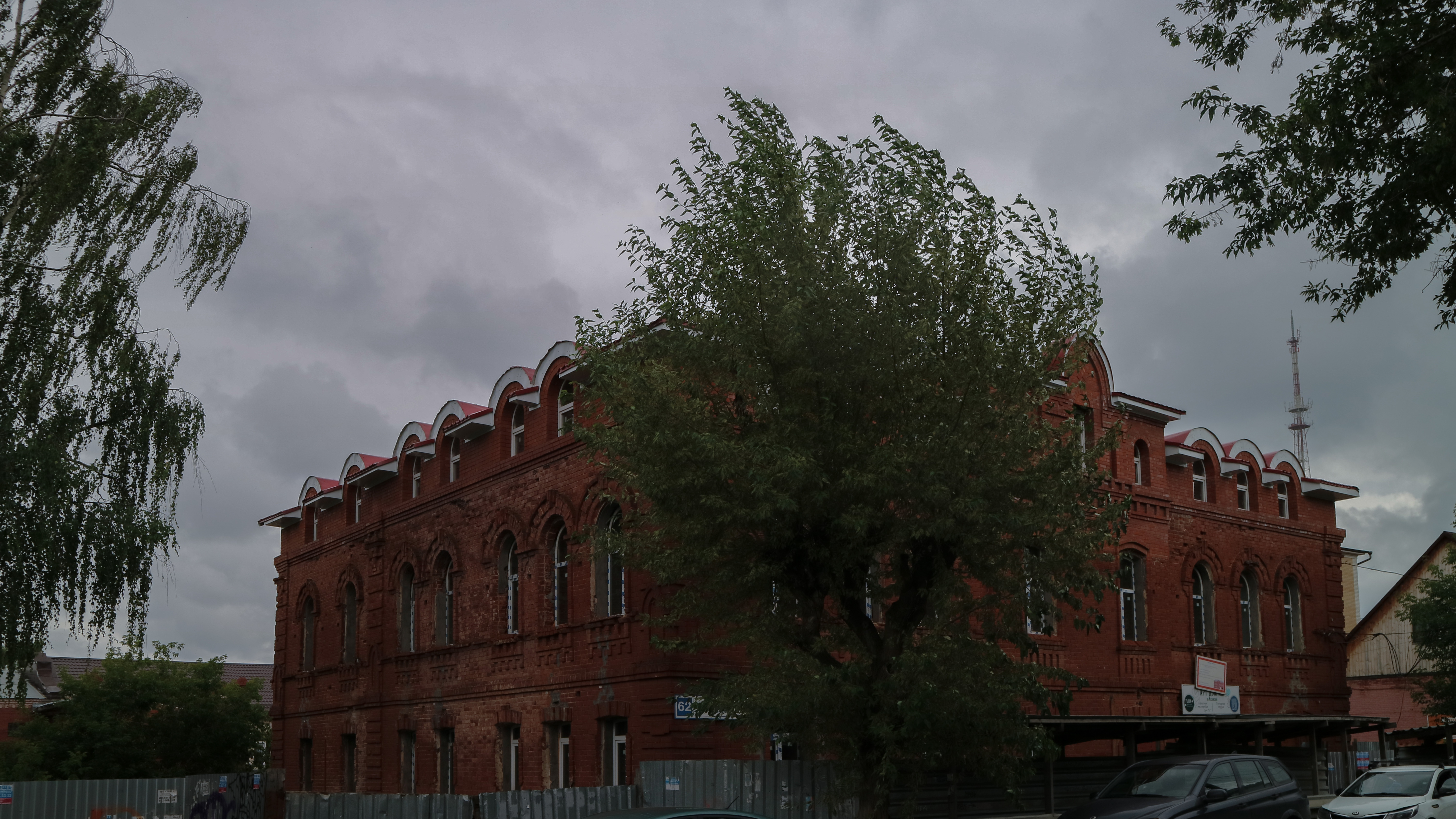
Дом купца Клабукова (Вятка)

Двухэтажное здание «с каменным подвальным жильём» было построено в 1890—1895 годы. Первоначально оно принадлежало крестьянину-лесопромышленнику Николаю Ивановичу Клабукову. В 1918 году дом был муниципализирован и передан в пользование губстатбюро.
Известно, что в конце 1930-х годов в нём размещался корпус нынешней 16-й школы. Затем долгое время здание находилось в ведении Первомайского районного отдела народного образования. В 1970-е на первом этаже проводились занятия для учеников 44-й школы.
В 2013 году дом продан администрацией города новому собственнику. По условиям соглашения новый владелец должен не только нести ответственность за имущество, но и все расходы и обязательства по сохранности, эксплуатации, оплате коммунальных и других услуг по содержанию собственности. Потому началась реставрация здания, длящаяся и на момент 2023 года.

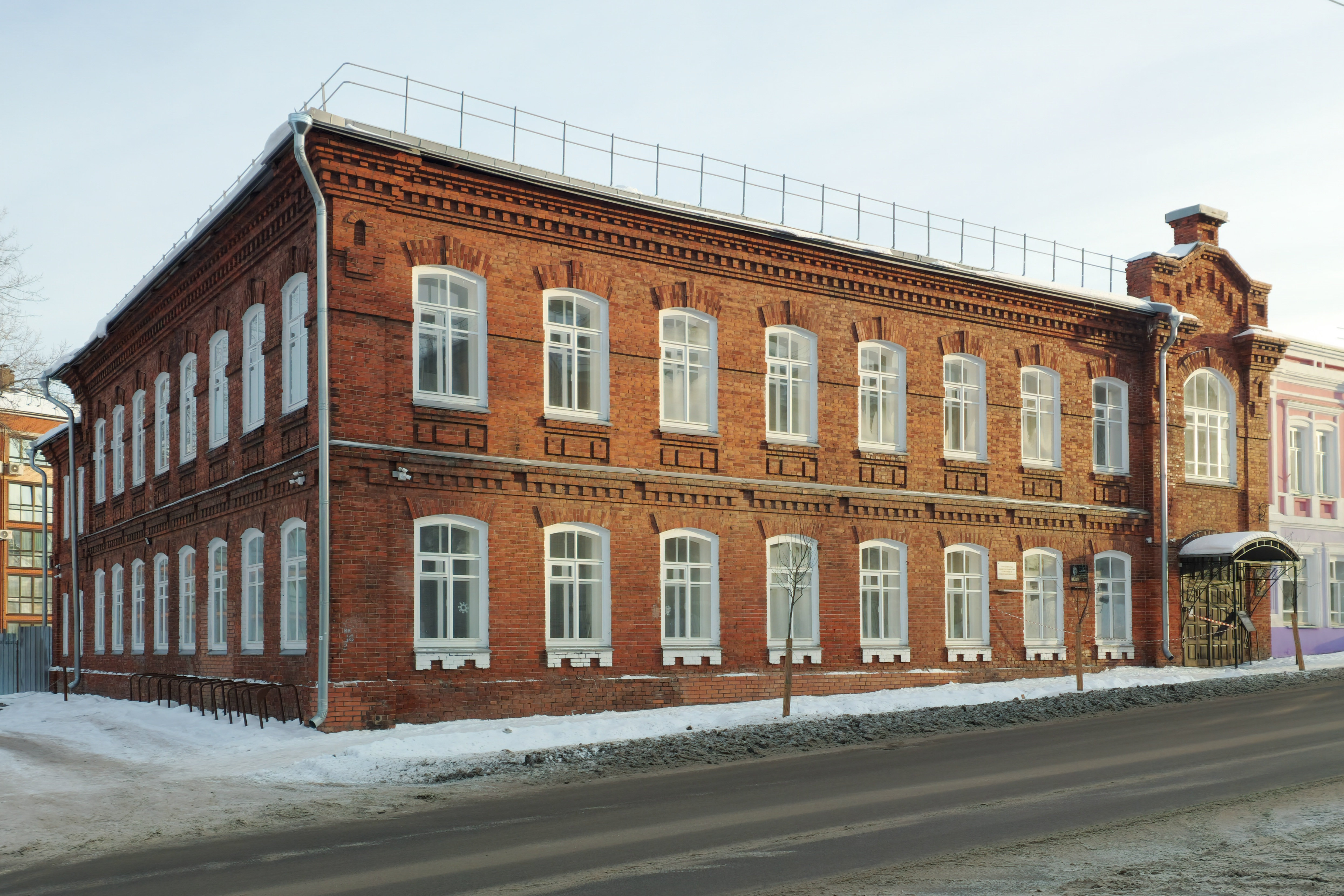
Начальное училище

#### Начальное училище (Дом 54)
Ещё один памятник вятского градостроительства начала прошлого столетия на улице Казанской. В конце XIX — начале XX веков в губернии шло усиленное строительство школьных учреждений. В основном это были народные начальные училища со сроком обучения в 4 года. В 1911—1912 годах в Вятке на улице Казанской по проекту архитектора Эмиля Нюквиста возвели двухэтажное каменное здание для размещения в нём двух начальных училищ на 150 человек. Открытие состоялось в 1912 году.
В основе планировочного решения постройки вестибюль с широкой лестницей, поэтажно ведущий в зал рекреацию с окнами во двор и классными комнатами по периметру, службы вынесены в пристрой со стороны двора. Благодаря эксплуатации памятника по своему прямому назначению на протяжении всей истории его существования, в интерьере сохранился ряд первоначальных элементов: решётка ограждения лестницы, высокие филёнчатые двери с остеклёнными фрамугами, профилированные карнизы.
Архитектура здания эклектична. Асимметричное объёмно-композиционное решение, детали интерьера и отдельные элементы фасадов несут черты стиля модерн, но в целом оформление решено в кирпичном стиле: кладка стен естественного цвета из лицевого кирпича, пояса различных рельефов геометрического рисунка, наделение декоративной функцией некоторых конструктивных элементов.

#### Дом Мартына Окулова (Дом 52)

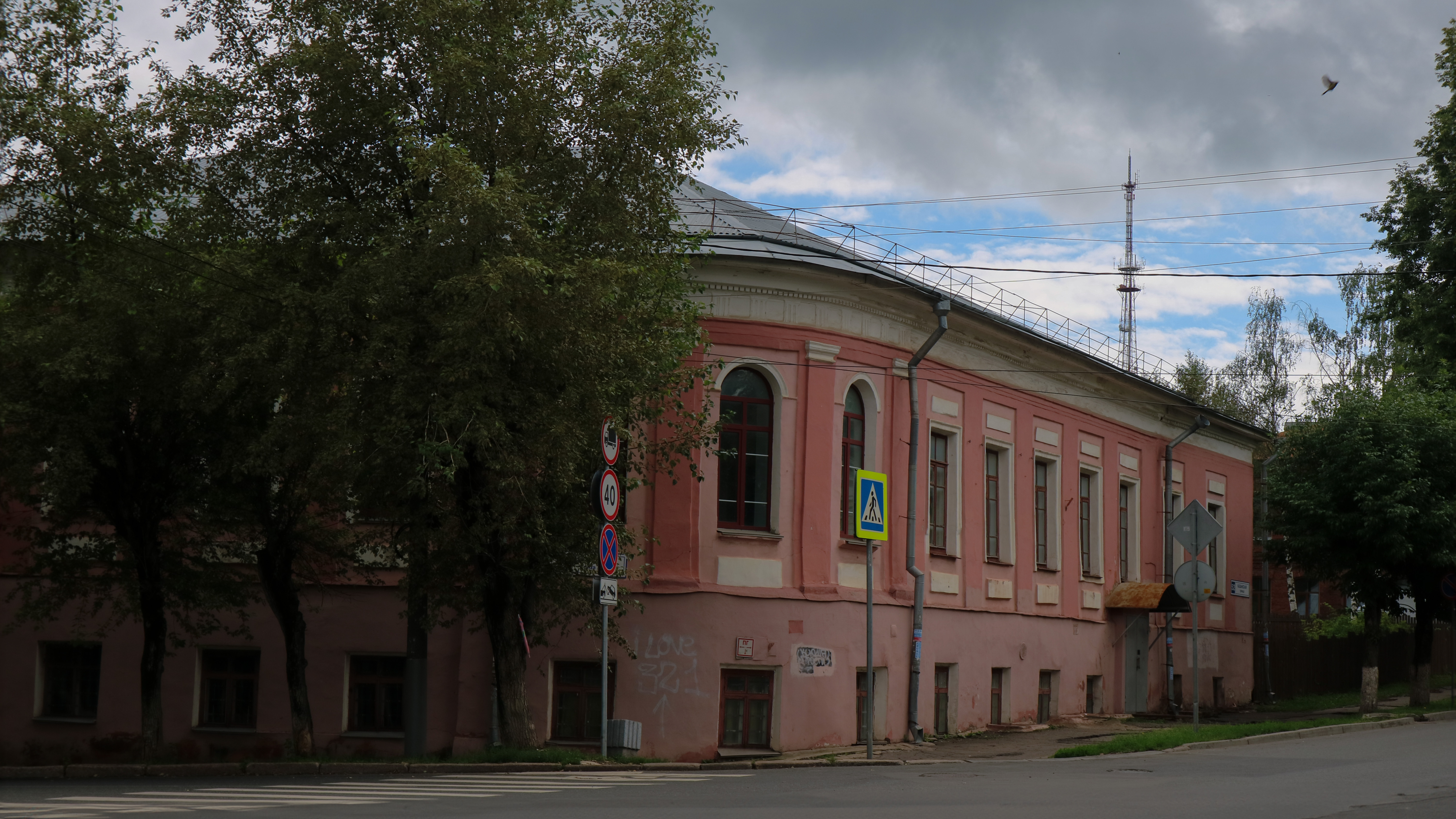
Дом Мартына Окулова (Вятка)

Каменный двухэтажный дом на Казанской, 52 сейчас остаётся старейшим из сохранившихся жилых домов южнее Засорного оврага. В 1795 году оно было построено для чиновника Мартына Окулова. Дом известен тем, что именно здесь долгое время проживал первый вятский губернский архитектор Филимон Росляков, по проектам которого был застроен весь центр Вятки. Именно он выполнил все основные проекты домов, церквей и часовен.
До 1908 года здесь размещались вторая часть городской полиции, частный пристав и городской полицмейстер. В начале 1930-х годов в доме разместился гормолокозавод, находившийся здесь до переезда в специально построенное для него здание на улице Воровского. Сейчас в доме Окулова работает техникум молочной промышленности.

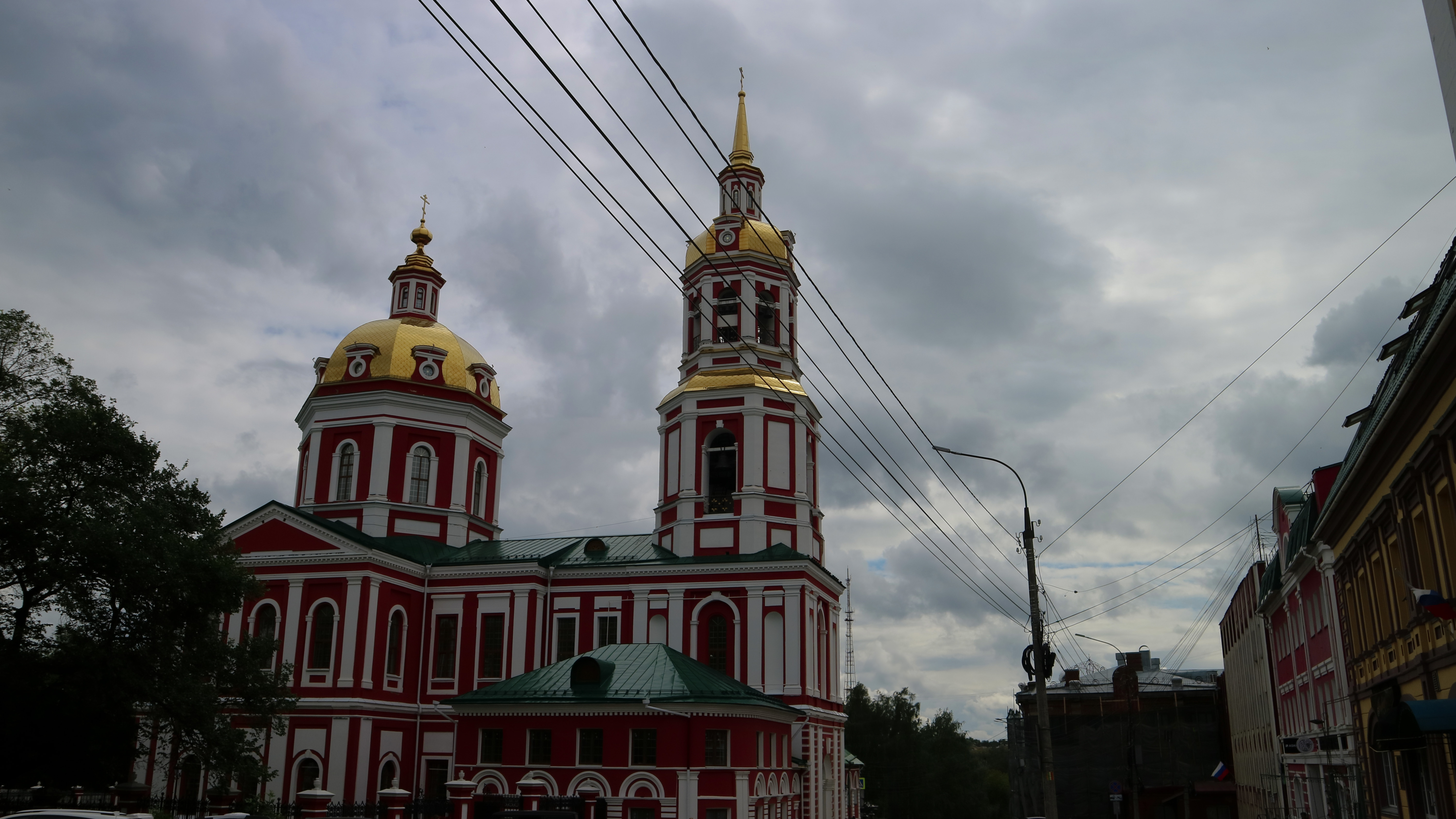
Спасский собор, вид с улицы Казанской.

#### Спасский собор (Дом 50)
История собора начинается задолго до появления улицы Казанской, в 1552 году, со строительства деревянной церкви во имя Живоначальной Троицы. После нескольких пожаров и перестроек, на месте деревянного храма в июне 1761 года закладывается новый, каменный собор. Его строительство было завершено полностью лишь в 1818 году, спустя 55 лет.
С 1929 по 1994 год был закрыт и приспособлен под жильё, после чего передан РПЦ. С 1995 началась реконструкция, длящаяся и на момент 2023 года. Реставрация фасада полностью завершена, ведутся отделочные работы внутри здания.
Выстроен в форме креста. Представляет собой величественное сооружение в стиле раннего классицизма с элементами барокко. Расположен на перекрёстке улиц Казанской и Спасской. Внутри расположено множество христианских святынь. Ранее граничил с большой Соборной площадью, ныне застроенной стадионом «Динамо».
В честь святого образа Спасителя, хранившегося до 1647 года в ещё деревянной Троицкой церкви, названа Спасская башня кремля. Сам же образ до 1918 года хранился в Новоспасском монастыре в Москве, после чего бесследно исчез, как и его вятская копия в Спасском соборе.